# Дзяли (Ґостинінський повіт)
Дзяли (пол. Działy) — село в Польщі, у гміні Санники Ґостинінського повіту Мазовецького воєводства.
Населення — 61 особа (2011).
У 1975-1998 роках село належало до Плоцького воєводства.

## Демографія
Демографічна структура станом на 31 березня 2011 року:
|          | Загалом | Допрацездатний вік | Працездатний вік | Постпрацездатний вік |
| -------- | ------- | ------------------ | ---------------- | -------------------- |
| Чоловіки | 34      | 10                 | 22               | 2                    |
| Жінки    | 27      | 4                  | 13               | 10                   |
| Разом    | 61      | 14                 | 35               | 12                   |